# Munida
Munida är ett släkte av kräftdjur som beskrevs av Leach 1820. Munida ingår i familjen trollhumrar.

## Bildgalleri

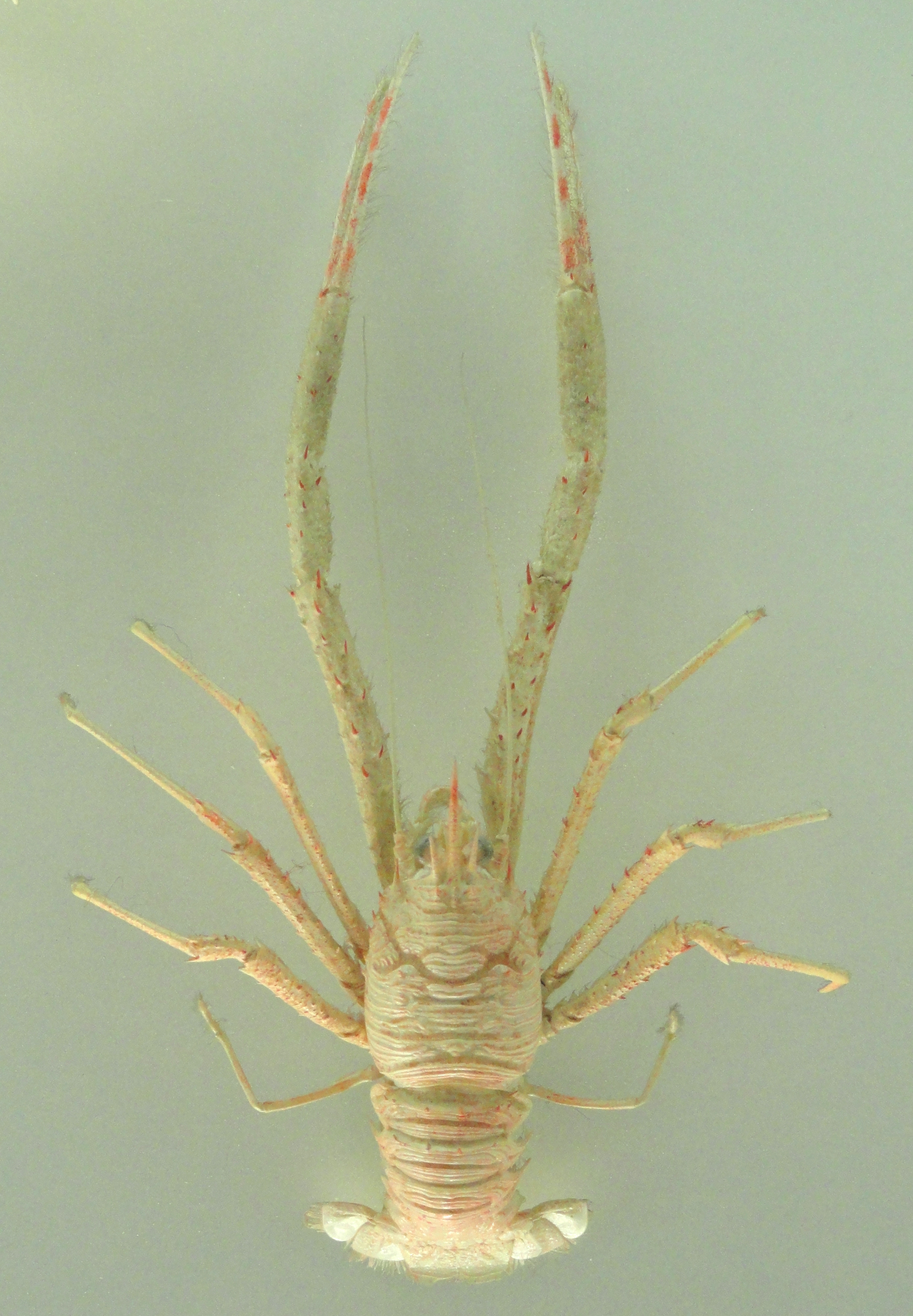
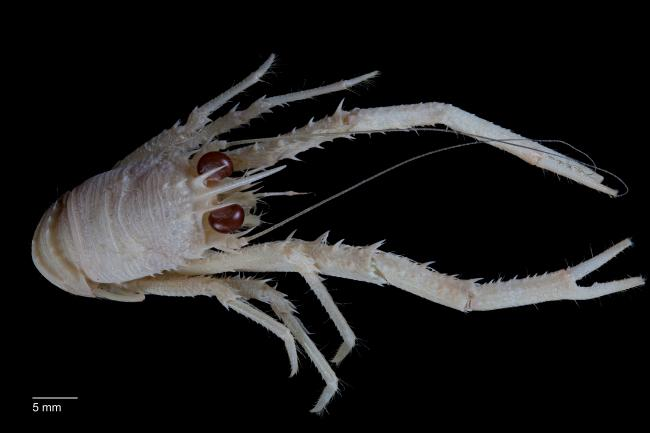

## Dottertaxa tillMunida, i alfabetisk ordning[1][2]
- Munida affinis
- Munida andamanica
- Munida angulata
- Munida beani
- Munida benedicti
- Munida brucei
- Munida caribaea
- Munida elfina
- Munida evermanni
- Munida flinti
- Munida forceps
- Munida hawaiiensis
- Munida heteracantha
- Munida hispida
- Munida intermedia
- Munida iris
- Munida irrasa
- Munida japonica
- Munida microphthalma
- Munida miles
- Munida nuda
- Munida pusilla
- Munida quadrispina
- Munida rugosa
- Munida sanctipauli
- Munida sarsi
- Munida simplex
- Munida spinifrons
- Munida spinosa
- Munida stimpsoni
- Munida striata
- Munida subcaeca
- Munida tenuimana
- Munida valida